# بوتسفولده
بوتسفولده (به مجاری:  Bocfölde) یک شهرداری در مجارستان است که در ناحیه زالائگرسگ واقع شده‌است. بوتسفولده ۸٫۷۳ کیلومتر مربع مساحت و ۱٬۱۳۸ نفر جمعیت دارد.